# گوئیند ولی (پنسیلوانیا)
گوئیند ولی (به انگلیسی: Gwynedd Valley) یک منطقهٔ مسکونی در ایالات متحده آمریکا است که در شهر گوئیند پایین واقع شده‌است. گوئیند ولی ۸۱٫۹۹ متر بالاتر از سطح دریا قرار دارد.